# Федерация Пауэрлифтинга Армении
Федерация пауэрлифтинга Армении (Powerlifting Federation of Armenia) — федерация, действующая в Республике Армения, занимающаяся организацией и проведением чемпионатов по пауэрлифтингу (силовому троеборью) в Армении, Арцахе, Диаспоре и Джавахке. Спортивная федерация зарегистрирована в федерациях государственной поддержки Министерства образования, науки, культуры и спорта РА .

## История
Федерация была основана в 2001 году по инициативе Гагика Сарояна, заслуженного тренера РА, заслуженного мастера спорта РА, заслуженного деятеля физкультуры и спорта РА . Федерация получила название Федерация Пауэрлифтинга Армении (ФПА), имеет представительства во всех регионах Армении. Выступает на международных сценах.
Начиная с 70-х годов 20-го века, как в ряде крупных республик бывшего СССР, так и в Армении, пережили новое пробуждение силовые виды спорта, которые под одним названием называли атлетизмом .
После разрушительного землетрясения в городе Спитак РА в 1988 году Гагик Сароян, уже добившийся серьезных успехов в спорте, заслуженный мастер спорта РА, спортсмен и тренер из Спитака, занимался вербовкой малообеспеченных и осиротевших детей, инвалидов, пострадавшие от землетрясения. Он открыли спортивный клуб и положили основу силовому троеборью, с целью поддержать национальную армию.
А в 1990 году мастер спорта Размик Айвазян основал спортивный вид атлетизм, в которые вошли 6 силовых видов спорта: Культуризм (бодибилдинг), Пауэрлифтинг (силовое троеборье), Армрестлинг, Гиревой спорт, силовое троеборье для инвалидов.
В 2001 году Федерация Пауэрлифтинга Армении (ПФА) получила государственную регистрацию. В 2002 году ПФА стала членом Международнoй федерации пауэрлифтинга и начала свою триумфальный поход по всему миру.
В настоящее время спортивная федерация имеет около 40 тренеров и 3000 спортсменов, а также представительства в городе Ереване, в регионах Армении, а также в вузах и силовых структурах РА. Сотрудничает с «Антидопинговым агентством» Армении  и регулярно участвует в семинарах.
ПФA проводит чемпионаты Армении по пауэрлифтингу среди взрослых, юниоров, юношей, женщин, инвалидов, студентов и преподавателей. Также проводятся мемориальные турниры, кубковые первенства и учебно-тренировочные сборы. Атлеты участвуют в мировых, европейских, стран СНГ и международных турнирах.
Девиз Федерации пауэрлифтинга Армении: «Сегодняшний спортсмен — наш завтрашний солдат».

## Техническая спецификация и устав ПФА
Федерация Пауэрлифтинга Армении действует согласно уставам и законам Международной федерации пауэрлифтинга, а также сотрудничает с Армянским антидопинговым агентством (АРМ-НАДО), представителем Всемирной антидопинговой агентства.
Федерация Пауэрлифтинга Армении, силовое троеборье, включает в себя три упражнения:
— Присидание со штангой на плечах,
— Жим штанги лёжа,
— Тяга от платформы со штангой до пояса.
Соревнования проводятся между участниками с учетом пола, веса и возраста.
Настоящий устав распространяется на все виды турниров: региональные, городские, национальные и др., которые проводятся по регламенту Федерации Пауэрлифтинга Армении.